# کاتونتسی
کاتونتسی (به بلغاری: Katuntsi) یک منطقهٔ مسکونی در بلغارستان است که در ساندانسکی واقع شده‌است.